# Stewart (Mondkrater)
Stewart ist ein Einschlagkrater am Ostrand der Mondvorderseite, am nordöstlichen Rand des Mare Spumans, nördlich des Kraters Pomortsev und südwestlich von Dubyago.
Der Krater wurde 1976 von der IAU nach dem US-amerikanischen Astrophysiker John Quincy Stewart offiziell benannt. Zuvor wurde er als Dubyago Q bezeichnet.